# Kallima bandana
Kallima bandana är en fjärilsart som beskrevs av Hans Fruhstorfer 1913. Kallima bandana ingår i släktet Kallima och familjen praktfjärilar. Inga underarter finns listade i Catalogue of Life.